# Liste der Städte und Orte im Highland Council Area
Highland (schottisch-gälisch Gàidhealtachd) ist eine der 32 Council Areas in Schottland. Der flächenmäßig größte schottische Verwaltungsbezirk umfasst die traditionellen Grafschaften Caithness, Cromartyshire, Inverness-shire, Nairnshire, Ross-shire, Sutherland sowie den nordwestlichen Teil von Argyll. Der Verwaltungsbezirk umfasst nur einen Teil der geographischen Highlands.

## Gliederung
Intern untergliedert sich die Highland Council Area in insgesamt 21 Wards (Verwaltungseinheiten). Diese dienen einerseits als Wahlbezirke, die, je nach Bevölkerungszahl, drei oder vier Mitglieder in den Rat entsenden, andererseits als interne regionsbezogene Organisationseinheiten, denen ein jährlicher fester Geldbetrag zur eigenständigen, frei verwendbaren Verfügung gewährt wird. Geleitet werden sie jeweils von einem Ward Manager, wobei einzelne dieser Personen auch mehrere Wards gleichzeitig betreuen können. Neben inhaltsbezogenen bestehen auch acht raumbezogene Komitees, die sowohl vom Namen wie vom Zuständigkeitsbereich an die ehemaligen Districts anknüpfen. Ab 2005 waren sechs hiervon paarweise zusammengefasst, sie wurden 2015 aber wieder getrennt. Aufgrund der großen Ausdehnung von Highland, die Council Area umfasst rund ein Drittel der Gesamtfläche Schottland, existiert eine Vielzahl von Außenstellen der Verwaltung.
Auf lokaler Ebene gliedert sich Highland in 156 Community Council Areas, deren von der Bevölkerung gewählte Gremien als Community Council bezeichnet werden.

## Wards
Die Highland Council Area untergliedert sich in folgende 21 Wards:
- 1. North, West and Central Sutherland
- 2. Thurso and Northwest Caithness
- 3. Wick and East Caithness
- 4. East Sutherland and Edderton
- 5. Wester Ross, Strathpeffer and Lochalsh
- 6. Cromarty Firth
- 7. Tain and Easter Ross
- 8. Dingwall and Seaforth
- 9. Black Isle
- 10. Eilean a' Cheò
- 11. Caol and Mallaig
- 12. Aird and Loch Ness
- 13. Inverness West
- 14. Inverness Central
- 15. Inverness Ness-side
- 16. Inverness Millburn
- 17. Culloden and Ardersier
- 18. Nairn and Cawdor
- 19. Inverness South
- 20. Badenoch and Strathspey
- 21. Fort William and Ardnamurchan

## Liste der Städte und Orte
Die Liste ist alphabetisch nach Ortsnamen sortiert. Die Einwohnerzahlen entstammen dem Zensus von 2011.
| Name                               | Ward                                                    | Grafschaft      | Einwohner | Postleitzahlabschnitt          | Vorwahl | Anmerkungen       |
| ---------------------------------- | ------------------------------------------------------- | --------------- | --------- | ------------------------------ | ------- | ----------------- |
| Aberarder (Laggan)                 | Aird and Loch Ness                                      | Inverness-shire |           |                                |         |                   |
| Aberchalder                        | Caol and Mallaig                                        | Inverness-shire |           |                                |         |                   |
| Achgarve                           | Wester Ross, Strathpeffer and Lochalsh                  | Ross-shire      |           | IV22                           | 01445   |                   |
| Achiltibuie                        | Wester Ross, Strathpeffer and Lochalsh                  | Cromartyshire   | 270       | IV26                           | 01854   |                   |
| Achluachrach                       | Caol and Mallaig                                        | Inverness-shire |           |                                |         |                   |
| Achnacarry                         | Caol and Mallaig                                        | Inverness-shire | 84        | PH34                           |         |                   |
| Achnasaul                          | Caol and Mallaig                                        | Inverness-shire |           |                                |         |                   |
| Achnasheen                         | Wester Ross, Strathpeffer and Lochalsh                  | Ross-shire      | 41        | IV22                           | 01445   |                   |
| Achriabhach                        | Fort William and Ardnamurchan                           | Inverness-shire |           |                                |         |                   |
| Alness                             | Cromarty Firth                                          | Ross-shire      | 5782      | IV17                           | 01349   |                   |
| Altnaharra                         | North, West and Central Sutherland                      | Sutherland      | 37        | IV27                           | 01549   |                   |
| Annat                              | Wester Ross, Strathpeffer and Lochalsh                  | Ross-shire      |           | IV22 2                         |         |                   |
| Ardelve                            | Wester Ross, Strathpeffer and Lochalsh                  | Ross-shire      |           | IV40                           | 01599   |                   |
| Ardersier                          | Culloden and Ardersier                                  | Inverness-shire | 1150      | IV2                            | 01667   |                   |
| Ardvasar                           | Eilean a' Cheò                                          | Inverness-shire |           | IV45                           | 01471   | Ort auf Skye      |
| Arisaig                            | Caol and Mallaig                                        | Inverness-shire | 419       | PH39                           | 01687   |                   |
| Auchintore                         | Fort William and Ardnamurchan                           | Inverness-shire |           |                                |         |                   |
| Auldearn                           | Nairn and Cawdor                                        | Nairnshire      | 643       | IV12                           | 01667   |                   |
| Aultbea                            | Wester Ross, Strathpeffer and Lochalsh                  | Ross-shire      |           | IV22                           | 01445   |                   |
| Ault-na-goire                      | Aird and Loch Ness                                      | Inverness-shire |           |                                |         |                   |
| Aviemore                           | Badenoch and Strathspey                                 | Inverness-shire | 3147      | PH22                           | 01479   |                   |
| Avoch                              | Black Isle                                              | Ross-shire      | 1052      | IV9                            | 01381   |                   |
| Balgowan (Highland)                | Badenoch and Strathspey                                 | Perthshire      |           |                                |         |                   |
| Ballachulish                       | Fort William and Ardnamurchan                           | Argyll          | 666       | PH49                           | 01855   |                   |
| Balnafoich (Daviot and Dunlichity) | Aird and Loch Ness                                      | Inverness-shire |           |                                |         |                   |
| Balnafoich (Dores)                 | Aird and Loch Ness                                      | Inverness-shire |           |                                |         |                   |
| Balvraid (Glenelg)                 | Wester Ross, Strathpeffer and Lochalsh                  | Inverness-shire |           |                                |         |                   |
| Balvraid (Moy and Dalarossie)      | Inverness South                                         | Inverness-shire |           |                                |         |                   |
| Banavie                            | Caol and Mallaig                                        | Inverness-shire |           |                                |         |                   |
| Beauly                             | Aird and Loch Ness                                      | Inverness-shire | 1360      | IV4                            | 01463   |                   |
| Bettyhill                          | North, West and Central Sutherland                      | Sutherland      | 576       | KW14                           | 01641   |                   |
| Blaich                             | Fort William and Ardnamurchan                           | Argyll          |           | PH33 7                         |         |                   |
| Blargie                            | Badenoch and Strathspey                                 | Inverness-shire |           |                                |         |                   |
| Blarmachfoldach                    | Fort William and Ardnamurchan                           | Inverness-shire |           |                                |         |                   |
| Bohenie                            | Caol and Mallaig                                        | Inverness-shire |           |                                |         |                   |
| Bohuntine                          | Caol and Mallaig                                        | Inverness-shire |           |                                |         |                   |
| Boleskine                          | Aird and Loch Ness                                      | Inverness-shire |           |                                |         |                   |
| Brackletter                        | Caol and Mallaig                                        | Inverness-shire |           |                                |         |                   |
| Bridge of Brown                    | Badenoch and Strathspey                                 | Inverness-shire |           |                                |         |                   |
| Broadford                          | Eilean a' Cheò                                          | Inverness-shire | 747       | IV49                           | 01471   | Ort auf Skye      |
| Brora                              | East Sutherland and Edderton                            | Sutherland      | 1282      | KW9                            | 01408   |                   |
| Bunree                             | Fort William and Ardnamurchan                           | Inverness-shire |           |                                |         |                   |
| Cannich                            | Aird and Loch Ness                                      | Inverness-shire |           | IV4                            | 01456   |                   |
| Caol                               | Caol and Mallaig                                        | Inverness-shire |           |                                |         |                   |
| Carbost                            | Eilean a' Cheò                                          | Inverness-shire |           | IV47                           | 01478   | Ort auf Skye      |
| Catlodge                           | Badenoch and Strathspey                                 | Perthshire      |           |                                |         |                   |
| Cawdor                             | Nairn and Cawdor                                        | Nairnshire      |           | IV12                           | 01667   |                   |
| Chapelhill                         | Tain and Easter Ross                                    | Ross-shire      |           |                                |         |                   |
| Clashnessie                        | North, West and Central Sutherland                      | Sutherland      |           | IV27 4JF                       |         |                   |
| Clune                              | Inverness South                                         | Inverness-shire |           |                                |         |                   |
| Clunes                             | Caol and Mallaig                                        | Inverness-shire |           |                                |         |                   |
| Coignafearn                        | Inverness South                                         | Inverness-shire |           |                                |         |                   |
| Corpach                            | Caol and Mallaig                                        | Inverness-shire |           |                                |         |                   |
| Corrybrough                        | Inverness South                                         | Inverness-shire |           |                                |         |                   |
| Coylumbridge                       | Badenoch and Strathspey                                 | Inverness-shire |           |                                |         |                   |
| Craggie                            | Inverness South                                         | Inverness-shire |           |                                |         |                   |
| Croachy                            | Aird and Loch Ness                                      | Inverness-shire |           |                                |         |                   |
| Cromarty                           | Black Isle                                              | Cromartyshire   | 719       | IV11                           | 01381   |                   |
| Cromdale                           | Badenoch and Strathspey                                 | Morayshire      |           | PH26                           | 01479   |                   |
| Dalwhinnie                         | Badenoch and Strathspey                                 | Inverness-shire |           | PH19                           | 015282  |                   |
| Daviot                             | Inverness South                                         | Inverness-shire |           |                                |         |                   |
| Delny                              | Tain and Easter Ross                                    | Ross-shire      |           | IV18                           |         |                   |
| Dingwall                           | Dingwall and Seaforth                                   | Ross-shire      | 5491      | IV15                           | 01349   |                   |
| Doll                               | East Sutherland and Edderton                            | Sutherland      |           | KW9                            | 01408   |                   |
| Dores                              | Aird and Loch Ness                                      | Inverness-shire |           |                                |         |                   |
| Dornie                             | Wester Ross, Strathpeffer and Lochalsh                  | Ross-shire      | 360       | IV40                           | 01599   |                   |
| Dornoch                            | East Sutherland and Edderton                            | Sutherland      | 1208      | IV25                           | 01862   |                   |
| Druimarbin                         | Fort William and Ardnamurchan                           | Inverness-shire |           |                                |         |                   |
| Drumguish                          | Badenoch and Strathspey                                 | Inverness-shire |           | PH22                           | 01479   |                   |
| Drumnadrochit                      | Aird and Loch Ness                                      | Inverness-shire | 1101      | IV63                           | 01456   |                   |
| Drumuillie                         | Badenoch and Strathspey                                 | Inverness-shire |           | PH24                           | 01479   |                   |
| Duisky                             | Fort William and Ardnamurchan                           | Argyll          |           | PH33 7                         | 01379   |                   |
| Dulnain Bridge                     | Badenoch and Strathspey                                 | Morayshire      | 119       | PH26                           | 01479   |                   |
| Dunlichity                         | Aird and Loch Ness                                      | Inverness-shire |           |                                |         |                   |
| Dunnet                             | Thurso and Northwest Caithness                          | Caithness       |           | KW14                           | 01847   |                   |
| Dunvegan                           | Eilean a' Cheò                                          | Inverness-shire | 386       |                                |         | Ort auf Skye      |
| Durness                            | North, West and Central Sutherland                      | Sutherland      | 400       | IV27                           | 01971   |                   |
| East Croachy                       | Aird and Loch Ness                                      | Inverness-shire |           |                                |         |                   |
| Easter Aberchalder                 | Caol and Mallaig                                        | Inverness-shire |           |                                |         |                   |
| Edderton                           | East Sutherland and Edderton                            | Ross-shire      |           | IV19                           | 01862   |                   |
| Elgol                              | Eilean a' Cheò                                          | Inverness-shire | 150       | IV49                           | 01471   | Ort auf Skye      |
| Essich                             | Inverness Ness-side                                     | Inverness-shire |           |                                |         |                   |
| Evanton                            | Cromarty Firth                                          | Ross-shire      | 1379      | IV16                           | 01349   |                   |
| Fassfern                           | Caol and Mallaig                                        | Argyll          |           | PH33                           |         |                   |
| Ferry Point                        | East Sutherland and Edderton                            | Ross-shire      |           |                                |         |                   |
| Fort Augustus                      | Aird and Loch Ness                                      | Inverness-shire | 621       | PH32                           | 01320   |                   |
| Fort William                       | Fort William and Ardnamurchan                           | Inverness-shire | 5883      | PH33                           | 01397   |                   |
| Foyers                             | Aird and Loch Ness                                      | Inverness-shire |           |                                |         |                   |
| Gairloch                           | Wester Ross, Strathpeffer and Lochalsh                  | Ross-shire      |           | IV21                           | 01445   |                   |
| Gairlochy                          | Caol and Mallaig                                        | Inverness-shire |           |                                |         |                   |
| Glencairn                          | Wick and East Caithness                                 | Caithness       |           | KW14                           | 01847   |                   |
| Glencoe                            | Fort William and Ardnamurchan                           | Argyll          |           | PH49 4                         | 01855   |                   |
| Glenelg                            | Wester Ross, Strathpeffer and Lochalsh                  | Inverness-shire | 1507      | IV40                           | 01599   |                   |
| Glenfinnan                         | Caol and Mallaig                                        | Inverness-shire |           | PH37                           | 01397   |                   |
| Glensanda                          | Fort William and Ardnamurchan                           | Argyll          |           |                                | 01631   |                   |
| Golspie                            | East Sutherland and Edderton                            | Sutherland      | 1407      | KW10                           | 01408   |                   |
| Gorthleck                          | Aird and Loch Ness                                      | Inverness-shire |           |                                |         |                   |
| Grantown-on-Spey                   | Badenoch and Strathspey                                 | Morayshire      | 2428      | PH26                           | 01479   |                   |
| Halkirk                            | Thurso and Northwest Caithness                          | Caithness       | 982       | KW12                           | 01847   |                   |
| Helmsdale                          | East Sutherland and Edderton                            | Sutherland      | 828       | KW8                            | 01431   |                   |
| Inchlaggan                         | Caol and Mallaig                                        | Inverness-shire |           | PH35                           | 01828   |                   |
| Inchnadamph                        | North, West and Central Sutherland                      | Sutherland      |           | IV27                           | 01571   |                   |
| Inchree                            | Fort William and Ardnamurchan                           | Inverness-shire |           |                                |         |                   |
| Inverdruie                         | Badenoch and Strathspey                                 | Inverness-shire |           |                                |         |                   |
| Invereen                           | Inverness South                                         | Inverness-shire |           |                                |         |                   |
| Inverfarigaig                      | Aird and Loch Ness                                      | Inverness-shire |           |                                |         |                   |
| Invergordon                        | Cromarty Firth                                          | Ross-shire      | 3930      | IV18                           | 01349   |                   |
| Inverlochy                         | Fort William and Ardnamurchan                           | Inverness-shire |           |                                |         |                   |
| Inverness                          | Inverness West, -Central, -Ness-side, -Millburn, -South | Inverness-shire | 48201     | IV1, IV2, IV3, IV5, IV13, IV63 | 01463   | Bezirkshauptstadt |
| Isleornsay                         | Eilean a' Cheò                                          | Inverness-shire |           | IV43                           | 01471   | Ort auf Skye      |
| John o’ Groats                     | Wick and East Caithness                                 | Caithness       |           | KW1                            | 01955   |                   |
| Kilmonivaig                        | Caol and Mallaig                                        | Inverness-shire |           |                                |         |                   |
| Kilvaxter                          | Eilean a' Cheò                                          | Inverness-shire | 256       | IV51 9                         |         | Ort auf Skye      |
| Kingussie                          | Badenoch and Strathspey                                 | Inverness-shire | 1476      | PH21                           | 01540   |                   |
| Kinlochbervie                      | North, West and Central Sutherland                      | Sutherland      |           | IV27                           | 01971   |                   |
| Kinlochewe                         | Wester Ross, Strathpeffer and Lochalsh                  | Ross-shire      |           | IV22                           | 01445   |                   |
| Kinloch Laggan                     | Badenoch and Strathspey                                 | Perthshire      |           |                                |         |                   |
| Kinlochleven                       | Fort William and Ardnamurchan                           | Argyll          | 896       | PH50                           | 01855   |                   |
| Kyle of Lochalsh                   | Wester Ross, Strathpeffer and Lochalsh                  | Ross-shire      | 649       | IV40                           | 01599   |                   |
| Kyleakin                           | Eilean a' Cheò                                          | Inverness-shire |           | IV41                           | 01599   | Ort auf Skye      |
| Laggan                             | Badenoch and Strathspey                                 | Inverness-shire |           |                                |         |                   |
| Laide                              | Wester Ross, Strathpeffer and Lochalsh                  | Ross-shire      |           | IV22                           | 01445   |                   |
| Lairg                              | North, West and Central Sutherland                      | Sutherland      |           | IV27                           | 01549   |                   |
| Latheron                           | Wick and East Caithness                                 | Caithness       |           | KW5                            | 01593   |                   |
| Lewiston                           | Aird and Loch Ness                                      | Inverness-shire |           | IV63                           |         |                   |
| Lochailort                         | Fort William and Ardnamurchan                           | Inverness-shire |           | PH38                           | 01687   |                   |
| Lochaline                          | Fort William and Ardnamurchan                           | Argyll          |           | PA34                           | 01967   |                   |
| Lochgarthside                      | Aird and Loch Ness                                      | Inverness-shire |           |                                |         |                   |
| Lochinver                          | North, West and Central Sutherland                      | Sutherland      | 639       | IV27                           | 01571   |                   |
| Lochyside                          | Caol and Mallaig                                        | Inverness-shire |           |                                |         |                   |
| Mallaig                            | Caol and Mallaig                                        | Inverness-shire | 806       | PH41                           | 01687   |                   |
| Mandally                           | Caol and Mallaig                                        | Inverness-shire |           |                                |         |                   |
| Meikle Ferry                       | East Sutherland and Edderton                            | Sutherland      |           |                                |         |                   |
| Melgarve                           | Badenoch and Strathspey                                 | Perthshire      |           |                                |         |                   |
| Milton                             | Tain and Easter Ross                                    | Cromartyshire   |           | IV18                           |         |                   |
| Morar                              | Caol and Mallaig                                        | Inverness-shire | 250       | PH41                           | 01687   |                   |
| Moy (Kilmallie)                    | Fort William and Ardnamurchan                           | Inverness-shire |           |                                |         |                   |
| Moy (Laggan)                       | Caol and Mallaig                                        | Inverness-shire |           |                                |         |                   |
| Moy (Highland)                     | Inverness South                                         | Inverness-shire |           |                                |         |                   |
| Muir of Ord                        | Dingwall and Seaforth                                   | Ross-shire      | 2555      | IV6                            | 01463   |                   |
| Murlaggan (Kilmallie)              | Caol and Mallaig                                        | Inverness-shire |           |                                |         |                   |
| Murlaggan (Kilmonivaig)            | Caol and Mallaig                                        | Inverness-shire |           |                                |         |                   |
| Nairn                              | Nairn and Cawdor                                        | Nairnshire      | 9773      | IV12                           | 01667   |                   |
| Nethy Bridge                       | Badenoch and Strathspey                                 | Inverness-shire |           |                                |         |                   |
| Newtonmore                         | Badenoch and Strathspey                                 | Inverness-shire | 1000      |                                | 01540   |                   |
| Onich                              | Fort William and Ardnamurchan                           | Inverness-shire |           |                                |         |                   |
| Peinlich                           | Eilean a' Cheò                                          | Inverness-shire |           | IV51                           |         | Ort auf Skye      |
| Plockton                           | Wester Ross, Strathpeffer and Lochalsh                  | Ross-shire      | 464       | IV52                           | 01599   |                   |
| Polbain                            | Wester Ross, Strathpeffer and Lochalsh                  | Cromartyshire   |           | IV26                           | 01854   |                   |
| Poolewe                            | Wester Ross, Strathpeffer and Lochalsh                  | Ross-shire      |           | IV22                           | 01445   |                   |
| Portree                            | Eilean a' Cheò                                          | Inverness-shire | 2318      | IV51                           | 01478   | Ort auf Skye      |
| Raigbeg                            | Inverness South                                         | Inverness-shire |           |                                |         |                   |
| Roybridge                          | Caol and Mallaig                                        | Inverness-shire |           |                                |         |                   |
| Ruthven (Badenoch)                 | Badenoch and Strathspey                                 |                 |           |                                |         |                   |
| Ruthven (Tomatin)                  | Inverness South                                         | Inverness-shire |           |                                |         |                   |
| Scrabster                          | Thurso and Northwest Caithness                          | Caithness       |           | KW14                           | 01847   |                   |
| Shieldaig                          | Wester Ross, Strathpeffer and Lochalsh                  | Ross-shire      |           | IV54                           | 01520   |                   |
| Skeabost                           | Eilean a' Cheò                                          | Inverness-shire |           | IV51                           | 01478   | Ort auf Skye      |
| Spean Bridge                       | Caol and Mallaig                                        | Inverness-shire |           | PH34                           | 01397   |                   |
| Speybridge                         | Badenoch and Strathspey                                 | Inverness-shire |           |                                |         |                   |
| Stoer                              | North, West and Central Sutherland                      | Sutherland      |           | IV27                           | 01571   |                   |
| Strathcarron                       | Wester Ross, Strathpeffer and Lochalsh                  | Ross-shire      |           | IV54                           | 01520   |                   |
| Strathpeffer                       | Wester Ross, Strathpeffer and Lochalsh                  | Cromartyshire   | 1109      | IV14                           | 01997   |                   |
| Strontian                          | Fort William and Ardnamurchan                           | Argyll          |           | PH36                           | 01967   |                   |
| Sunart                             | Fort William and Ardnamurchan                           | Argyll          |           | PH36                           | 01967   |                   |
| Tain                               | Tain and Easter Ross                                    | Ross-shire      | 3655      | IV19                           | 01862   |                   |
| Teangue                            | Eilean a' Cheò                                          | Inverness-shire |           | IV44 8                         | 01471   | Ort auf Skye      |
| Thurso                             | Thurso and Northwest Caithness                          | Caithness       | 7933      | KW14                           | 01847   |                   |
| Tomatin                            | Inverness South                                         | Inverness-shire |           | IV13                           | 01808   |                   |
| Tongue                             | North, West and Central Sutherland                      | Sutherland      | 500       | IV27                           | 01847   |                   |
| Torcastle                          | Caol and Mallaig                                        | Inverness-shire |           |                                |         |                   |
| Torness                            | Aird and Loch Ness                                      | Inverness-shire |           |                                |         |                   |
| Torridon                           | Wester Ross, Strathpeffer and Lochalsh                  | Ross-shire      |           | IV22                           | 01445   |                   |
| Tullich                            | North, West and Central Sutherland                      | Inverness-shire |           |                                |         |                   |
| Uig                                | Eilean a' Cheò                                          | Inverness-shire | 400       | IV51                           | 01470   | Ort auf Skye      |
| Ullapool                           | Wester Ross, Strathpeffer and Lochalsh                  | Cromartyshire   | 1541      | IV26                           | 01854   |                   |
| Watten                             | Wick and East Caithness                                 | Caithness       | 640       | KW1                            | 01955   |                   |
| West Croachy                       | Aird and Loch Ness                                      | Inverness-shire |           |                                |         |                   |
| Wester Aberchalder                 | Aird and Loch Ness                                      | Inverness-shire |           |                                |         |                   |
| Whitebridge                        | Aird and Loch Ness                                      | Inverness-shire |           |                                |         |                   |
| Wick                               | Wick and East Caithness                                 | Caithness       | 7155      | KW1                            | 01955   |                   |
| Woodend                            | Inverness South                                         | Inverness-shire |           |                                |         |                   |